# Liga Intermedia de Gibraltar
La Liga Intermedia de Gibraltar (en inglés y de manera oficial, Gibraltar Intermediate League) es una liga de fútbol amateur organizada por la Asociación de Fútbol de Gibraltar (GFA).
Inicialmente, hasta la temporada 2006-07 (bajo el nombre de Tercera División) fue el tercer nivel del sistema de ligas de fútbol de Gibraltar.
Desde de la temporada 2007-08 hasta la temporada 2017-18, la Asociación juntó a todos los equipos de reserva (que hasta entonces se encontraban jugando en Segunda y Tercera División) y organizó un campeonato especial, en el que solo podían participar equipos reserva: la Liga de Reservas de Gibraltar. 
Al final de la temporada 2017-18, la GFA anunció una serie de cambios en el fútbol local. Estos cambios estaban principalmente dirigidos a lograr un mayor desarrollo de los futbolistas nacionales. Como consecuencia se anunció que a partir de la temporada 2018-19 la Gibraltar Reserves League y la Liga sub 18 se unirían para conformar un nuevo torneo: la Liga Intermedia de Gibraltar.

## Equipos participantes
Participan algunos equipos reserva de los clubes que juegan en Segunda División o en Primera División.

## Resumen de las temporadas
| 2015-16                |
| ---------------------- |
| FC St. Joseph's Res.   |
| Lions Gibraltar Res.   |
| Manchester 62 Res. (C) |
| Gibraltar United Res.  |
| Lynx Res.              |
| Lincoln FC Res.        |
| Glacis United Res.     |
| Mons Calpe SC Res.     |
| FCB Magpies Res.       |
| Europa FC Res.         |
| Britannia XI Res.      |

| 2016-17 | 2016-17               | 2016-17 | 2016-17 | 2016-17 | 2016-17 | 2016-17 | 2016-17 |
| Pos.    | Club                  | PJ      | PG      | PE      | PP      | DG      | Pts.    |
| ------- | --------------------- | ------- | ------- | ------- | ------- | ------- | ------- |
| 1       | Europa Res.           | 16      | 11      | 1       | 4       | 32      | 34      |
| 2       | Lincoln Red Imps Res. | 16      | 11      | 1       | 4       | 21      | 34      |
| 3       | Mons Calpe Res.       | 16      | 9       | 0       | 7       | 8       | 27      |
| 4       | St. Joseph's Res.     | 16      | 9       | 2       | 5       | 15      | 29      |
| 5       | Magpies Res.          | 16      | 8       | 0       | 8       | 1       | 24      |
| 6       | Lynx Res.             | 16      | 5       | 3       | 8       | -10     | 18      |
| 7       | Manchester 62 Res.    | 16      | 7       | 2       | 7       | -8      | 23      |
| 8       | Glacis United Res.    | 16      | 3       | 2       | 11      | -37     | 11      |
| 9       | Lions Gibraltar Res.  | 16      | 3       | 1       | 12      | -22     | 10      |
| 10      | Europa Point Res.     | 0       | 0       | 0       | 0       | 0       | 0       |

## Lista de campeones
| Temporada | Campeón               |
| --------- | --------------------- |
| 1999-00   | Rock Wolves           |
| 2000-01   | Universsity Res.      |
| 2001-02   | St. Theresas          |
| 2002-03   | Gibraltar United Res. |
| 2003-04   | Wanderers             |

| Temporada | Campeón        |
| --------- | -------------- |
| 2004-05   | Morocan United |
| 2005-06   | Gib Pilots     |
| 2006-07   | Shamrock 101   |
| 2007-08   | Sporting       |
| 2008-10   | Desconocido    |

| Temporada | Campeón               |
| --------- | --------------------- |
| 2010-11   | Gibraltar United Res. |
| 2011-12   | Lincoln OSG Res.      |
| 2012-15   | Desconocido           |
| 2015-16   | Lincoln OSG Res.      |

### 2016 en adelante
| Temporada                    | Campeón               | Subcampeón            | Tercero                |
| ---------------------------- | --------------------- | --------------------- | ---------------------- |
| 2016–17                      | Europa Res.           | Lincoln Red Imps Res. | Mons Calpe Res.        |
| 2017–18                      | Europa Res.           | Gibraltar United Res. | St. Joseph's Res.      |
| Liga Intermedia de Gibraltar |                       |                       |                        |
| 2018-19                      | Lincoln Red Imps Int. | Glacis United Int.    | Gibraltar Phoenix Int. |
| 2019-20                      | Lincoln Red Imps Int. | Lynx Int.             | Manchester 62 Int.     |
| 2020-21                      | Temporada abandonada  | Temporada abandonada  | Temporada abandonada   |
| 2021-22                      | Manchester 62 Int.    | Glacis United Int.    | Lynx Int.              |
| 2022-23                      | Manchester 62 Int.    | Glacis United Int.    | College 1975 Int.      |

## Títulos por club
En negrita los clubes que además ganaron la Copa de la Liga Intermedia de Gibraltar. En cursiva los clubes desaparecidos.
| Pos. | Club                  | Títulos | Años en los que fue campeón |
| ---- | --------------------- | ------- | --------------------------- |
| 1    | Lincoln Red Imps Res. | 4       | 2012, 2016, 2019, 2020      |
| 2    | Europa Res.           | 2       | 2017, 2018                  |
| 3    | Gibraltar United Res. | 2       | 2003, 2011                  |
| 4    | Manchester 62 Int.    | 2       | 2022, 2023                  |
| 5    | Sporting              | 1       | 2008                        |
| 6    | Shamrock 101          | 1       | 2007                        |
| 7    | Gib Pilots            | 1       | 2006                        |
| 8    | Morocan United        | 1       | 2005                        |
| 9    | Wanderers             | 1       | 2004                        |
| 10   | St. Teresas           | 1       | 2002                        |
| 11   | University Res.       | 1       | 2001                        |
| 12   | Rock Wolves           | 1       | 2000                        |

## Estadísticas

### Goleadores por temporada
| Temporada | Jugador       | Club                  | Goles |
| --------- | ------------- | --------------------- | ----- |
| 2016-17   | Adams         | Europa Res.           | 17    |
| 2017-18   | Santos        | St. Joseph's Res.     | 19    |
| 2018-19   | Adam Gracia   | Lincoln Red Imps Int. | 14    |
| 2021-22   | Ashton Wahnon | F. C. Bruno's Magpies | 15    |

## Ligas juveniles

### Resúmenes
| 2016-17                                  | 2016-17        | 2016-17 | 2016-17 | 2016-17 | 2016-17 | 2016-17 | 2016-17 |
| ---------------------------------------- | -------------- | ------- | ------- | ------- | ------- | ------- | ------- |
| Lincoln Red Imps U18 ganó el campeonato. |                |         |         |         |         |         |         |
| Pos.                                     | Equipo         | PJ      | PG      | PE      | PP      | DG      | Pts.    |
| 1                                        | Lincoln U18    | 12      | 9       | 3       | 0       | 23      | 30      |
| 2                                        | Manchester U18 | 12      | 8       | 1       | 3       | 21      | 25      |
| 3                                        | Europa GHC U18 | 12      | 5       | 4       | 3       | 9       | 19      |
| 4                                        | Glacis U18     | 12      | 3       | 2       | 7       | -9      | 11      |
| 5                                        | Lions EY U18   | 12      | 0       | 0       | 12      | -44     | 0       |

| 2016-17 | 2016-17              | 2016-17 | 2016-17 | 2016-17 | 2016-17 | 2016-17 | 2016-17 |
| Pos.    | Equipo               | PJ      | PG      | PE      | PP      | DG      | Pts.    |
| ------- | -------------------- | ------- | ------- | ------- | ------- | ------- | ------- |
| 1       | Lincoln Westmed U15  | 18      | 18      | 0       | 0       | 107     | 54      |
| 2       | Lions MH Blands U15  | 18      | 11      | 2       | 5       | 14      | 35      |
| 3       | Lincoln Argus U15    | 18      | 10      | 2       | 6       | 16      | 32      |
| 4       | Manchester U15       | 18      | 9       | 3       | 6       | 4       | 30      |
| 5       | Lions Jyske Bank U15 | 18      | 5       | 1       | 12      | -20     | 16      |
| 6       | Manchester Red U15   | 18      | 2       | 3       | 13      | -42     | 9       |
| 7       | Europa GHC U15       | 18      | 2       | 1       | 15      | -79     | 7       |

| 2016-17 | 2016-17                   | 2016-17 | 2016-17 | 2016-17 | 2016-17 | 2016-17 | 2016-17 |
| Pos.    | Equipo                    | PJ      | PG      | PE      | PP      | DG      | Pts.    |
| ------- | ------------------------- | ------- | ------- | ------- | ------- | ------- | ------- |
| 1       | Lincoln Westmed U13       | 20      | 19      | 1       | 0       | 112     | 58      |
| 2       | Manchester U13            | 20      | 15      | 4       | 1       | 94      | 49      |
| 3       | Lincoln Argus U13         | 20      | 15      | 1       | 4       | 82      | 46      |
| 4       | Europa GHC U13            | 20      | 14      | 3       | 3       | 64      | 45      |
| 5       | Lions Rock-A-Graphics U13 | 20      | 12      | 1       | 7       | -3      | 37      |
| 6       | St. Joseph's U13          | 20      | 9       | 1       | 10      | -15     | 28      |
| 7       | Lions Caterpac U13        | 20      | 7       | 0       | 13      | -50     | 21      |
| 8       | Manchester Red U13        | 20      | 5       | 1       | 14      | -59     | 16      |
| 9       | Europa Green U13          | 20      | 4       | 2       | 14      | -64     | 14      |
| 10      | Maccabi U13               | 20      | 3       | 0       | 17      | -63     | 9       |
| 11      | Lynx U13                  | 20      | 0       | 0       | 20      | -98     | 0       |

### Lista de campeones
| Temporada | Campeón Sub-18    | Campeón Sub-15   | Campeón Sub-13   |
| --------- | ----------------- | ---------------- | ---------------- |
| 2016-17   | Lincoln Red Imps. | Lincoln Westmed  | Lincoln Westmed  |
| Temporada | Sub-18            | Sub-16           | Sub-14           |
| 2017-18   | Lincoln Red Imps  | Lincoln Red Imps | Lincoln Red Imps |
| 2021-22   |                   | Manchester 62    |                  |

## Copas juveniles
Las copas juveniles forman parte del Argus Festival Cup,  un torneo organizado anualmente en el Peñón.

### Resúmenes
| 2017            | 2017            | 2017            |
| Cuarto de final | Cuarto de final | Cuarto de final |
| --------------- | --------------- | --------------- |
| Manchester U18  | 2 – 1           | Lincoln U18     |
| Semifinales     |                 |                 |
| Manchester U18  | 3 – 4           | Glacis U18      |
| Europa GHC U18  | 4 – 0           | Lions EY U18    |
| Final           |                 |                 |
| Glacis U18      | 2 – 1           | Europa GHC U18  |

| 2017                 | 2017             | 2017                |
| Cuartos de final     | Cuartos de final | Cuartos de final    |
| -------------------- | ---------------- | ------------------- |
| Lions Jyske Bank U15 | 1 – 6            | Manchester U15      |
| Manchester Red U15   | 0 – 4            | Lincoln Argus U15   |
| Lincoln Westmed U15  | 5 – 0            | Lions MH Blands U15 |
| Semifinales          |                  |                     |
| Manchester U15       | 0 – 4            | Lincoln Westmed U15 |
| Lincoln Argus U15    | 9 – 1            | Europa GHC U15      |
| Final                |                  |                     |
| Lincoln Argus U15    | 1 – 3            | Lincoln Westmed U15 |

| 2017                      | 2017          | 2017                      |
| Primera ronda             | Primera ronda | Primera ronda             |
| ------------------------- | ------------- | ------------------------- |
| Lincoln Westmed U13       | 6 – 0         | Europa Green U13          |
| Lynx U13                  | 0 – 9         | Europa GHC U13            |
| Manchester U13            | 7 – 0         | St. Joseph's U13          |
| Cuartos de final          |               |                           |
| Lions Rock-A-Graphics U13 | 5 – 0         | Maccabi U13               |
| Manchester U13            | 9 – 0         | Lions Caterpac U13        |
| Europa GHC U13            | 1 – 2         | Lincoln Argus U13         |
| Lincoln Westmed U13       | 9 – 0         | Manchester Red U13        |
| Semifinales               |               |                           |
| Lincoln Westmed U13       | 6 – 0         | Lincoln Argus U13         |
| Manchester U13            | 4 – 0         | Lions Rock-A-Graphics U13 |
| Final                     |               |                           |
| Lincoln Westmed U13       | 2 – 4         | Manchester U13            |

### Lista de campeones (desde 2016-17)
| Temporada | Campeón Sub-18   | Campeón Sub-15   | Campeón Sub-15   |
| --------- | ---------------- | ---------------- | ---------------- |
| 2016–17   | Glacis United    | Lincoln Westmed  | Manchester 62    |
| Temporada | Sub-18           | Sub-16           | Sub-14           |
| 2017–18   | Lincoln Red Imps | Lincoln Red Imps | Lincoln Red Imps |

### Estadísticas

#### Goleadores desde por temporada
| Temporada | Sub-18                     | G | Sub-15                    | G | Sub-13                  | G |
| --------- | -------------------------- | - | ------------------------- | - | ----------------------- | - |
| 2016–17   | Romero Fierro (Europa GHC) | 5 | Peacock (Lincoln Westmed) | 5 | Borge (Lincoln Westmed) | 6 |

## Argus Festival Cup
Argus Festival Cup es un torneo juvenil organizado anualmente en el Peñón. Este se juega por eliminación diecta en todas sus etapas. 
| 2017                       | 2017          | 2017                          |
| Segunda ronda              | Segunda ronda | Segunda ronda                 |
| -------------------------- | ------------- | ----------------------------- |
| College 1975               | 5 – 0         | Gibraltar United Caisas White |
| Lions L&J Refrigerations   | 6 – 0         | Lynx Capurro                  |
| Lincoln Red Imps Childline | 8 – 2         | Gibraltar United Popay White  |
| Cuartos de final           |               |                               |
| Lincoln Red Imps           | 9 – 1         | St. Joseph´s SFA Home         |
| St. Josep's                | 1 – 4         | Gibraltar United Popay Red    |
| Manchester 62              | 6 – 0         | Lincoln Red Imps Childline    |
| College 1975               | 1 – 7         | Lions L&J Refrigerations      |
| Semifinales                |               |                               |
| Manchester 62              | 9 – 2         | Lions L&J Refrigerations      |
| Lincoln Red Imps           | 1 – 2         | Gibraltar United Popay Red    |
| Final                      |               |                               |
| Gibraltar United Popay Red | 1 – 6         | Manchester 62                 |

| 2017                      | 2017          | 2017                       |
| Segunda ronda             | Segunda ronda | Segunda ronda              |
| ------------------------- | ------------- | -------------------------- |
| Gib United Popay          | 9 – 1         | Mons Calpe Betaservice     |
| College 1975 Green Rovers | 3 – 0         | Mons Calpe BSG             |
| St. Joseph's              | 9 – 0         | Lincoln MH Yacht Reserve   |
| Cuartos de final          |               |                            |
| Lincoln Childline Red     | 5 – 0         | Lions DMG                  |
| Glacis United             | 0 – 4         | Lincoln Red Imps Childline |
| St. Joseph's              | 9 – 1         | Manchester 62 Red          |
| Gib United Popay          | 4 – 0         | College 1975 Green Rovers  |
| Semifinales               |               |                            |
| St. Joseph's              | 5 – 0         | Gib United Popay           |
| Lincoln Childline Red     | 5 – 1         | Lincoln Red Imps Childline |
| Final                     |               |                            |
| Lincoln Childline Red     | 1 – 3         | St. Joseph's               |

### Lista de campeones (desde 2016-17)
| Temporada | Campeón Sub-9 | Campeón Sub-7 |
| --------- | ------------- | ------------- |
| 2016–17   | Manchester 62 | St. Joseph's  |